# XFX
XFX é uma divisão da PINE Technology Holdings Limited especializada na produção de placas de vídeo para computadores, baseadas no processador gráfico da NVIDIA e AMD (ATI) e placas mães. A XFX é também uma das maiores líderes em soluções gráficas nos Estados Unidos. Seus produtos atendem aos usuários comuns, gamers e entusiastas.

## Placas de vídeo
A XFX fabrica placas de vídeo padrão, com unidades de processamento gráficos (GPU) da NVIDIA e AMD. No entanto, ela também produz placas não-padrão.